# 德克斯特 (肯塔基州)
德克斯特（英語：Dexter）是位於美國肯塔基州卡洛威縣的一個人口普查指定地區。

## 人口
根據2020年美國人口普查的數據，德克斯特的面積為1.43平方千米，當中陸地面積為1.43平方千米，而水域面積為0.00平方千米。當地共有人口257人，而人口密度為每平方千米179.72人。